# Список бабок України
У складі фауни України розрізняють близько 70-80 видів бабок (Odonata).
Нижче наведено повний перелік видів комах ряду бабки у фауні України.

## Про обсяг фауни
У 2000 році опублікована монографія, присвячена бабкам України — згідно з літературними даними та власними даними авторів, наведено 74 види бабок, але автори ставлять під сумнів наявність в Україні виду Coenagrion mercuriale, відомого з гідробіологічних джерел. У літературі для Донецькій області також згадується вид Aeshna serrata, але знахідки цього північного виду на думку одонатологів України є сумнівними .
Пізніше, до списку видів бабок України внесли ще 3 види:
Lindenia tetraphylla,
Selysiothemis nigra,
Cordulegaster heros. 
В результаті, за всією сумою даних, відомих в літературі, у фауні України відомо 76 видів бабок.

## Красуневі(Calopterygidae)
| Назва                                   | Зображення | Зображення | Довжина тіла (Д), розмах крила (Р) | Забарвлення, особливості | Поширення в Україні                                 | Літ імаго |
| Назва                                   | Самиця     | Самець     | Довжина тіла (Д), розмах крила (Р) | Забарвлення, особливості | Поширення в Україні                                 | Літ імаго |
| --------------------------------------- | ---------- | ---------- | ---------------------------------- | ------------------------ | --------------------------------------------------- | --------- |
| Красуня блискуча (Calopteryx splendens) |            |            |                                    |                          | Поширений по всій країні, у степовій зоні рідкісний |           |
| Красуня діва (Calopteryx virgo)         |            |            |                                    |                          | Спорадично по всій країні                           |           |

## Лютки(Lestidae)
| Назва                                    | Зображення | Зображення | Довжина тіла (Д), розмах крила (Р) | Забарвлення, особливості | Поширення в Україні                                            | Літ імаго |
| Назва                                    | Самиця     | Самець     | Довжина тіла (Д), розмах крила (Р) | Забарвлення, особливості | Поширення в Україні                                            | Літ імаго |
| ---------------------------------------- | ---------- | ---------- | ---------------------------------- | ------------------------ | -------------------------------------------------------------- | --------- |
| Лютка дрібнозубчаста (Lestes parvidens)  |            |            |                                    |                          | Південні області, Закарпаття                                   |           |
| Лютка зелена (Lestes viridis)            |            |            |                                    |                          | Закарпаття, Подністров'я                                       |           |
| Лютка повільна (Lestes barbarus)         |            |            |                                    |                          | По всій території                                              |           |
| Лютка-дріада (Lestes dryas)              |            |            |                                    |                          | По всій території                                              |           |
| Лютка великовічкова (Lestes macrostigma) |            |            |                                    |                          | У степовій зоні                                                |           |
| Лютка-наречена (Lestes sponsa)           |            |            |                                    |                          | Досить поширений                                               |           |
| Лютка ясно-зелена (Lestes virens)        |            |            |                                    |                          | Досить поширений                                               |           |
| Сіролютка руда (Sympecma fusca)          |            |            |                                    |                          | Досить поширений у південних областях, рідше на заході         |           |
| Сіролютка кільчаста (Sympecma paedisca)  |            |            |                                    |                          | Звичайний вид у Поліссі, рідше трапляється у лісостеповій зоні |           |

## Плосконіжки(Platycnemididae)
| Назва                                       | Зображення | Зображення | Довжина тіла (Д), розмах крила (Р) | Забарвлення, особливості | Поширення в Україні | Літ імаго |
| Назва                                       | Самиця     | Самець     | Довжина тіла (Д), розмах крила (Р) | Забарвлення, особливості | Поширення в Україні | Літ імаго |
| ------------------------------------------- | ---------- | ---------- | ---------------------------------- | ------------------------ | ------------------- | --------- |
| Плосконіжка звичайна (Platycnemis pennipes) |            |            |                                    |                          | По всій країні      |           |

## Стрілки(Coenagrionidae)
| Назва                                       | Зображення | Зображення | Довжина тіла (Д), розмах крила (Р) | Забарвлення, особливості | Поширення в Україні                                                                    | Літ імаго |
| Назва                                       | Самиця     | Самець     | Довжина тіла (Д), розмах крила (Р) | Забарвлення, особливості | Поширення в Україні                                                                    | Літ імаго |
| ------------------------------------------- | ---------- | ---------- | ---------------------------------- | ------------------------ | -------------------------------------------------------------------------------------- | --------- |
| Стрілка озброєна (Coenagrion armatum)       |            |            |                                    |                          | Західна Україна, рідкісний                                                             |           |
| Стрілка списоносна (Coenagrion hastulatum)  |            |            |                                    |                          |                                                                                        |           |
| Стрілка весняна (Coenagrion lunulatum)      |            |            |                                    |                          | У Західному Лісостепу, Прикарпатті та в Полтавській області. Рідкісний.                |           |
| Стрілка Меркурія (Coenagrion mercuriale)    |            |            |                                    |                          | поодинокі особини були виявлені на території природного заповідника «Дунайські плавні» |           |
| Стрілка прикрашена (Coenagrion ornatum)     |            |            |                                    |                          | Правобережна Україна, рідкісний                                                        |           |
| Стрілка-дівчина (Coenagrion puella)         |            |            |                                    |                          | Досить поширений                                                                       |           |
| Стрілка чудова (Coenagrion pulchellum)      |            |            |                                    |                          | Повсій території, крім Криму                                                           |           |
| Стрілка гарна (Coenagrion scitulum)         |            |            |                                    |                          | У басейні Дніпра та у Криму                                                            |           |
| Еналягма чашоносна (Enallagma cyathigerum)  |            |            |                                    |                          | поширений майже по всій Україні                                                        |           |
| Стрілка Ліндена (Erythromma lindenii)       |            |            |                                    |                          | На півдні країни                                                                       |           |
| Червоноочка-наяда (Erythromma najas)        |            |            |                                    |                          | По всій країні                                                                         |           |
| Червоноочка зелена (Erythromma viridulum)   |            |            |                                    |                          | Спорадично                                                                             |           |
| Тонкохвіст елегантний (Ischnura elegans)    |            |            |                                    |                          | Спорадично                                                                             |           |
| Тонкохвіст маленький (Ischnura pumilio)     |            |            |                                    |                          | Вид поширений майже по всій Україні                                                    |           |
| Негаленія чудова (Nehalennia speciosa)      |            |            |                                    |                          | У лісовій зоні, рідкісний                                                              |           |
| Вогнетілка-русалонька (Pyrrhosoma nymphula) |            |            |                                    |                          | Локально у Західній Україні та Одеській області                                        |           |

## Коромисла(Aeshnidae)
| Назва                                        | Зображення | Зображення | Довжина тіла (Д), розмах крила (Р) | Забарвлення, особливості | Поширення в Україні | Літ імаго |
| Назва                                        | Самиця     | Самець     | Довжина тіла (Д), розмах крила (Р) | Забарвлення, особливості | Поширення в Україні | Літ імаго |
| -------------------------------------------- | ---------- | ---------- | ---------------------------------- | ------------------------ | --- | --------- |
| Коромисло зеленобоке (Aeshna affinis)        |            |            |                                    |                          | По всій країні, на заході рідкісний |           |
| Коромисло синє (Aeshna cyanea)               |            |            |                                    |                          | На заході поширений, на сході рідкісний                                                                                                 |           |
| Коромисло велике (Aeshna grandis)            |            |            |                                    |                          | На більшій частині території України, крім Причорноморської низовини і Криму                                                            |           |
| Коромисло руде (Aeshna isosceles)            |            |            |                                    |                          | Поширений майже по всій Україні |           |
| Коромисло очеретяне (Aeshna juncea)          |            |            |                                    |                          | На Правобережжі |           |
| Коромисло мале (Aeshna mixta)                |            |            |                                    |                          | Поширений майже по всій території України                                                                                               |           |
| Коромисло пильчасте (Aeshna serrata)         |            |            |                                    |                          | Донецька область |           |
| Коромисло зелене (Aeshna viridis)            |            |            |                                    |                          | Рідкісний |           |
| Дозорець-імператор (Anax imperator)          |            |            |                                    |                          | Поширений майже на всій території України                                                                                               |           |
| Дозорець малий (Anax parthenope)             |            |            |                                    |                          | Спорадично |           |
| Дозорець швидкий (Anax ephippiger)           |            |            |                                    |                          | Залітний |           |
| Короткочеревець лучний (Brachytron pratense) |            |            |                                    |                          | Поширений на більшій частині України, але в Чернівецькій, Одеській, Дніпропетровській, Запорізькій та Донецькій областях не відзначений |           |

## Дідки(Gomphidae)
| Назва                                              | Зображення | Зображення | Довжина тіла (Д), розмах крила (Р) | Забарвлення, особливості | Поширення в Україні                                     | Літ імаго |
| Назва                                              | Самиця     | Самець     | Довжина тіла (Д), розмах крила (Р) | Забарвлення, особливості | Поширення в Україні                                     | Літ імаго |
| -------------------------------------------------- | ---------- | ---------- | ---------------------------------- | ------------------------ | ------------------------------------------------------- | --------- |
| Дідок жовтоногий (Gomphus flavipes)                |            |            |                                    |                          | Рідкісний                                               |           |
| Дідок звичайний (Gomphus vulgatissimus)            |            |            |                                    |                          | Досить широко поширений вид                             |           |
| Офіогомфус рогатий (Ophiogomphus cecilia)          |            |            |                                    |                          | На заході України, рідкісний                            |           |
| Оніхогомфус кліщоносний (Onychogomphus forcipatus) |            |            |                                    |                          | На заході України, нечисленний                          |           |
| Лінденія чотирилисткова (Lindenia tetraphylla)     |            |            |                                    |                          | Єдиний раз спостерігався у 2013 році в Криму (Феодосія) |           |

## Кордулегастерові(Cordulegastridae)
| Назва                                                | Зображення | Зображення | Довжина тіла (Д), розмах крила (Р) | Забарвлення, особливості | Поширення в Україні                                     | Літ імаго |
| Назва                                                | Самиця     | Самець     | Довжина тіла (Д), розмах крила (Р) | Забарвлення, особливості | Поширення в Україні                                     | Літ імаго |
| ---------------------------------------------------- | ---------- | ---------- | ---------------------------------- | ------------------------ | ------------------------------------------------------- | --------- |
| Кордулегастер кільчастий (Cordulegaster boltonii)    |            |            |                                    |                          | По всій території окрім степової зони і Криму           |           |
| Кордулегастер двозубчастий (Cordulegaster bidentata) |            |            |                                    |                          | Карпати і Прикарпаття                                   |           |
| Кордулегастер балканський (Cordulegaster heros)      |            |            |                                    |                          | У 2013 році виявлено 5 популяцій у Чернівецькій області |           |

## Кордуліїди(Corduliidae)
| Назва                                                  | Зображення | Зображення | Довжина тіла (Д), розмах крила (Р) | Забарвлення, особливості | Поширення в Україні                                                                                                 | Літ імаго |
| Назва                                                  | Самиця     | Самець     | Довжина тіла (Д), розмах крила (Р) | Забарвлення, особливості | Поширення в Україні                                                                                                 | Літ імаго |
| ------------------------------------------------------ | ---------- | ---------- | ---------------------------------- | ------------------------ | --- | --------- |
| Кордулія бронзова (Cordulia aenea)                     |            |            |                                    |                          | Вид поширений майже по всій Україні                                                                                 |           |
| Епітека двоплямиста (Epitheca bimaculata)              |            |            |                                    |                          | Спорадично |           |
| Зеленотілка жовтоплямиста (Somatochlora flavomaculata) |            |            |                                    |                          | На більшій частині території України                                                                                |           |
| Зеленотілка південна (Somatochlora meridionalis)       |            |            |                                    |                          | Відомо 2 популяції у південно-західній Україні                                                                      |           |
| Зеленотілка металева (Somatochlora metallica)          |            |            |                                    |                          | Звичайний і численний вид на Західній Україні, на сході країни представлений рідкісними і нечисленними популяціями. |           |
| Зеленотілка північна (Somatochlora arctica)            |            |            |                                    |                          | Рівненська, Житомирська області                                                                                     |           |
| Зеленотілка альпійська (Somatochlora alpestris)        |            |            |                                    |                          | Карпати |           |

## Бабки справжні(Libellulidae)
| Назва                                                 | Зображення | Зображення | Довжина тіла (Д), розмах крила (Р) | Забарвлення, особливості | Поширення в Україні                                                                                            | Літ імаго |
| Назва                                                 | Самиця     | Самець     | Довжина тіла (Д), розмах крила (Р) | Забарвлення, особливості | Поширення в Україні                                                                                            | Літ імаго |
| ----------------------------------------------------- | ---------- | ---------- | ---------------------------------- | ------------------------ | --- | --------- |
| Шафранка червона (Crocothemis erythraea)              |            |            |                                    |                          | Трапляється лише на півдні Закарпатської низовина, в Одеській, Херсонській, Запорізькій області.               |           |
| Білоноска маленька (Leucorrhinia dubia)               |            |            |                                    |                          | У Київській області і Карпатах                                                                                 |           |
| Білоноска червонувата (Leucorrhinia rubicunda)        |            |            |                                    |                          | Полісся, Прикарпаття                                                                                           |           |
| Білоноска болотна (Leucorrhinia pectoralis)           |            |            |                                    |                          | Мозаїчно |           |
| Білоноска білолоба (Leucorrhinia albifrons)           |            |            |                                    |                          | Полісся, Крим                                                                                                  |           |
| Білоноска товстохвоста (Leucorrhinia caudalis)        |            |            |                                    |                          | На півночі країни                                                                                              |           |
| Бабка плоска (Libellula depressa)                     |            |            |                                    |                          | Майже на всій території України.                                                                               |           |
| Бабка руда (Libellula fulva)                          |            |            |                                    |                          | Лісова та лісостепова зони                                                                                     |           |
| Бабка чотириплямиста (Libellula quadrimaculata)       |            |            |                                    |                          | По всій Україні                                                                                                |           |
| Рівночеревець білохвостий (Orthetrum albistylum)      |            |            |                                    |                          | Майже по всій країні                                                                                           |           |
| Рівночеревець коричневий (Orthetrum brunneum)         |            |            |                                    |                          | Майже по всій країні                                                                                           |           |
| Рівночеревець решітчастий (Orthetrum cancellatum)     |            |            |                                    |                          | Дуже рідкісний                                                                                                 |           |
| Рівночеревець синіючий (Orthetrum coerulescens)       |            |            |                                    |                          | Відомий з Західного Лісостепу, Прикарпаття, Закарпатської низовини, в дельті річки Дунай і в Донецькій області |           |
| Селісія чорна (Selysiothemis nigra)                   |            |            |                                    |                          | Південь країни, спостерігається з 2002 року                                                                    |           |
| Тонкочеревець сплющений (Sympetrum depressiusculum)   |            |            |                                    |                          | |           |
| Тонкочеревець жовтий (Sympetrum flaveolum)            |            |            |                                    |                          | Поширений на всій території країни.                                                                            |           |
| Тонкочеревець Фонсколомба (Sympetrum fonscolombii)    |            |            |                                    |                          | На більшій частині Правобережної України, рідкісний                                                            |           |
| Тонкочеревець південний (Sympetrum meridionale)       |            |            |                                    |                          | На значній частині країни                                                                                      |           |
| Тонкочеревець чорний (Sympetrum danae)                |            |            |                                    |                          | По всій країни                                                                                                 |           |
| Тонкочеревець перев'язаний (Sympetrum pedemontanum)   |            |            |                                    |                          | Лісова та лісостепова зона                                                                                     |           |
| Тонкочеревець криваво-червоний (Sympetrum sanguineum) |            |            |                                    |                          | поширений майже по всій Україні, крім Криму та Карпат                                                          |           |
| Тонкочеревець смугастий (Sympetrum striolatum)        |            |            |                                    |                          | Поширений в більшості областей                                                                                 |           |
| Тонкочеревець звичайний (Sympetrum vulgatum)          |            |            |                                    |                          | Широко поширений на більшій частині, рідкісний на півдні                                                       |           |